# Campyloneurum ensifolium
Campyloneurum ensifolium là một loài thực vật có mạch trong họ Polypodiaceae. Loài này được (Willd.) J. Sm. miêu tả khoa học đầu tiên năm 1857.